# Episodi speciali di Power Rangers Samurai
Gli episodi speciali della serie televisiva Power Rangers Samurai sono stati trasmessi negli Stati Uniti su Nickelodeon dal 29 ottobre 2011 all'8 dicembre 2012.
In Italia la messa in onda dei primi 4 episodi è avvenuta su Italia 1 tra il 26 febbraio e il 10 marzo 2012, mentre i rimanenti due sono andati in onda il 25 e 26 dicembre 2014 su Boing.
| nº | Titolo originale                    | Titolo italiano              | Prima TV USA     | Prima TV Italia  |
| -- | ----------------------------------- | ---------------------------- | ---------------- | ---------------- |
| 1  | Party Monters                       | Halloween fantasma           | 29 ottobre 2011  | 10 marzo 2012    |
| 2  | The Clash of Red Rangers - Part One | La battaglia dei Red Rangers | 26 novembre 2011 | 3 marzo 2012     |
| 3  | The Clash of Red Rangers - Part Two | La spada squalo              | 3 dicembre 2011  | 4 marzo 2012     |
| 4  | Christmas Together, Friends Forever | Uno sguardo nel passato      | 10 dicembre 2011 | 26 febbraio 2012 |
| 5  | Trickster Treat                     | L'Incubo di Halloween        | 27 ottobre 2012  | 26 dicembre 2014 |
| 6  | Stuck on Christmas                  | La Vigilia di Natale         | 8 dicembre 2012  | 25 dicembre 2014 |

## Halloween fantasma
- Titolo originale: Party Monsters
- Diretto da: Akihiro Noguchi
- Scritto da: James W. Bates e Amit Bhaumik

### Trama
Nell'oltretomba dei Nighlok, i mostri Nighlok sconfitti tengono un party di Halloween, ricapitolando le loro battaglie con i Rangers agli altri convenuti.

## La battaglia dei Red Rangers
- Titolo originale: Clash of the Red Rangers - Part One
- Diretto da: Jonathan Tzachor
- Scritto da: John W. Bates

### Trama
I Samurai Rangers si alleano con il misterioso Red Ranger RPM per respingere la doppia minaccia dei Moogers di Master Xandred e di un super-avversario robotico (Professor Cog), della dimensione del Red Ranger RPM.

## La spada squalo
- Titolo originale: Clash of the Red Rangers - Part Two
- Diretto da: Jonathan Tzachor
- Scritto da: John W. Bates

### Trama
Quando i Red Rangers vengono colpiti con alcuni ipnobulloni, entrambi iniziano ad attaccarsi reciprocamente e il destino del mondo inizia a essere appeso a un filo.

## Uno sguardo nel passato
- Titolo originale: Christmas Together, Samurai Forever
- Diretto da:
- Scritto da:

### Trama
I Samurai Rangers festeggiano il Natale, riflettendo sul loro primo anno insieme e sul significato della festività.

## L'incubo di Halloween
- Titolo originale: Trickster Treat
- Diretto da: Jonathan Tzachor
- Scritto da: Michael Sorich

### Trama
Master Xandred e Octoroo schierano un Nighlok ipnotizzatore, chiamato Trickster, per poter intrappolare i Rangers in una serie di film horror, che li costringerà a dover scindere la realtà dall'illusione. Riusciranno i Rangers a sfuggire all'incubo?

## La Vigilia di Natale
- Titolo originale: Stuck on Christmas
- Diretto da: Jonathan Brough
- Scritto da: Jill Donnellan

### Trama
È Natale, e, dopo aver sconfitto un Nighlok, il Megazord smette di funzionare facendo rimanere bloccati i Rangers, costringendoli a saltare il Natale con il Mentore Ji. Nel frattempo, il Mentore avvista Bulk e Spike mentre tentano di lasciare un regalo per Mia davanti alla porta, invitandoli a passare il Natale con lui.